# Javeline (1902)
Javeline – francuski niszczyciel z początku XX wieku typu Arquebuse. Nazwa oznacza oszczep.
Podczas I wojny światowej służył na kanale La Manche (m.in. z "Epieu", "Sagaie, "Harpon").
Niszczyciel przetrwał wojnę. Został skreślony z listy floty 12 stycznia 1920 roku.